# Mittelrheinkreis

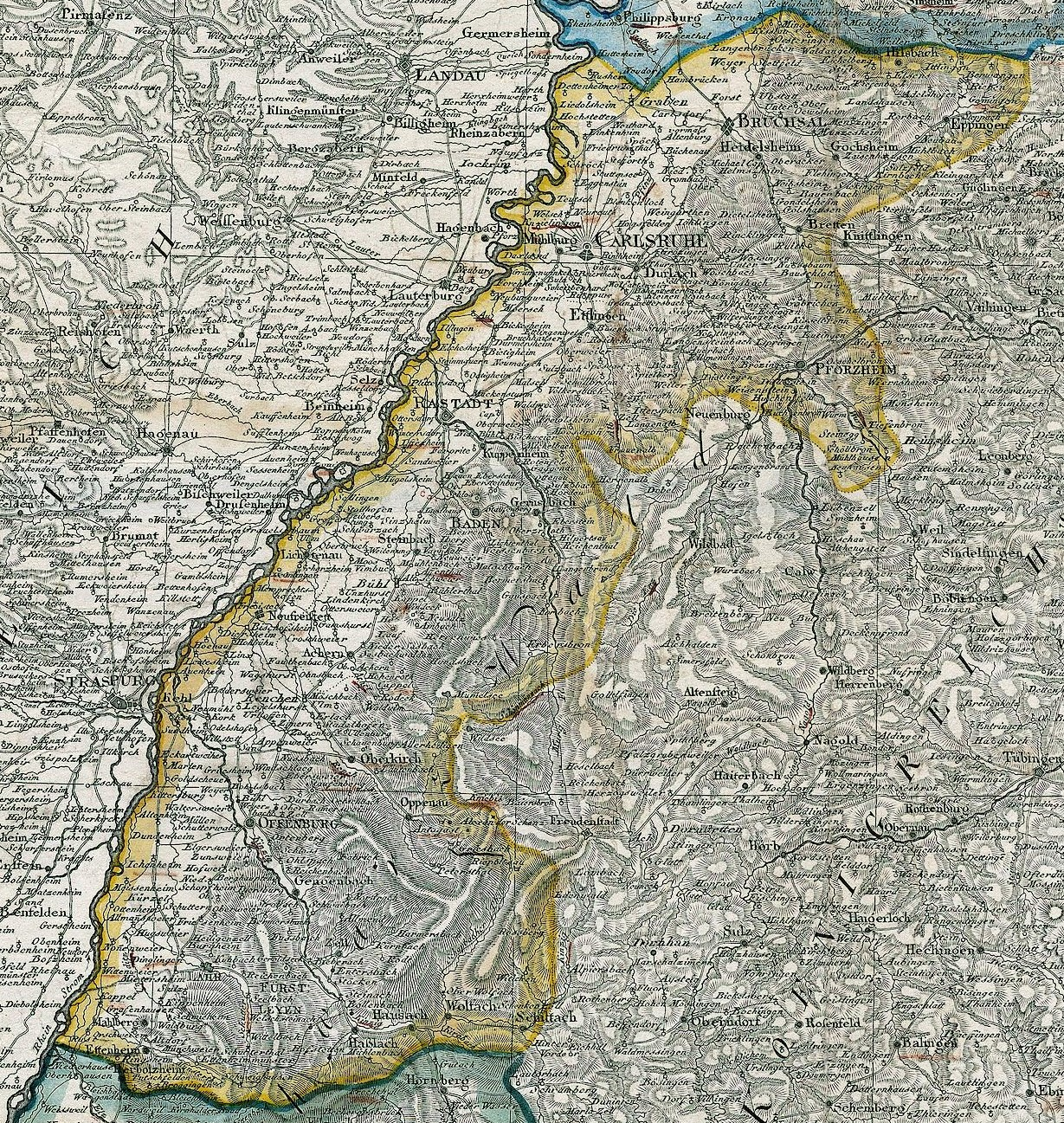
Karte des Mittelrheinkreises

Der Mittelrheinkreis (amtlich Mittel-Rheinkreis) war eine von 1832 bis 1864 existierende Mittelinstanz der Staatsverwaltung des Großherzogtums Baden.

## Geschichte
Zum 1. Mai 1832 wurden die bisherigen sechs Kreise aufgelöst und zur Kosteneinsparung durch vier neu gegründete Kreise ersetzt. Die Behörde hieß zudem nun nicht mehr Kreisdirektion, sondern Kreisregierung. Aus den Ämtern des Murg- und Pfinzkreises sowie den Ämtern des Kinzigkreises (außer Ettenheim, Hornberg und Triberg) wurde der neue Mittel-Rheinkreis mit dem Sitz in Rastatt (ab 1832) gebildet. 1847 wechselte der Sitz nach Karlsruhe.
Jeder der Kreise erhielt eine Kreisregierung, der ein Regierungs-Direktor vorstand. Zur Kreisregierung gehörten ferner Regierungs-Räte und Regierungs-Assessoren.
Die Kreisregierungen waren für alle zur Staatsverwaltung gehörigen Sachgebiete verantwortlich: Aufsicht über die Ämter (Bezirksämter), Aufsicht über den größten Teil der Lokal- und Bezirksstiftungen, Indigenatserteilung (Heimatrecht), Gewerbekonzessionen, Dienst- und Strafpolizei und andere.
Mit dem Gesetz, die Organisation der innern Verwaltung betreffend vom 5. Oktober 1863, wirksam zum 1. Oktober 1864, wurden die vier alten Kreise aufgelöst und damit die mittlere Verwaltungsebene abgeschafft.
An die Stelle der Mittelinstanzen traten Landeskommissärbezirke als reine Aufsichtsorgane. Das Gebiet des ehemaligen Mittelrheinkreises wurde dem Landeskommissärbezirk Karlsruhe zugeordnet.

## Die badischen Kreise im Vergleich
Auszug aus dem Hof- und Staats-Handbuch des Großherzogthums Baden. 1834 mit den Eckdaten der Kreise (Fläche in geographischen Quadratmeilen; Anzahl der Bezirksämter; Anzahl der Gemeinden; Einwohner (Seelenzahl), davon evangelisch, katholisch, mennonitisch, israelitisch); eine geographische Quadratmeile entsprach 55,06 Quadratkilometern (7,420439 km × 7,420439 km).
Der Mittelrheinkreis war flächenmäßig der zweitgrößte der vier badischen Kreise und stand von der Einwohnerzahl her an erster Stelle.

## Gebiet des Mittelrheinkreises
Landesherrliche Ämter
- Amt Rastatt
- Amt Achern
- Amt Baden
- Amt Rheinbischofsheim (1857 aufgehoben)
- Amt Kork
- Amt Bretten
- Amt Bühl
- Amt Eppingen
- Amt Ettlingen
- Amt Gengenbach
- Amt Gernsbach
- Amt Lahr
- Amt Oberkirch
- Stadtamt Karlsruhe (1864 mit dem Landamt zum Bezirksamt Karlsruhe vereinigt)
- Landamt Karlsruhe (1864 mit dem Stadtamt zum Bezirksamt Karlsruhe vereinigt)
- Oberamt Durlach
- Oberamt Pforzheim
- Oberamt Bruchsal
- Oberamt Offenburg

Standesherrliche Ämter
- Amt Haslach (1857 aufgehoben)
- Amt Wolfach